# Альберт Гренбек
Альберт Гренбек Ерлюкке (дан. Albert Grønbæk Erlykke, нар. 23 травня 2001, Орхус, Данія) — данський футболіст, півзахисник французького клубу «Ренн» та збірної Данії. На умовах оренди грає за «Саутгемптон».

## Ігрова кар'єра

### Клубна
Альберт Гренбек народився у місті Орхус і займатися футболом починав в академії місцевого футбольного клубу «Орхус» з 2015 року. Перед початком сезону 2019/20 футболіста було внесено до заявки першої команди але дебютну гру в основі Гренбек провів лише в липні 2020 року у матчі чемпіонату Данії проти «Ольборга».
У серпні 2022 року Гренбек перейшов до норвезького клубу «Буде-Глімт», з яким підписав контракт до кінця сезону 2027 року. Першу гру в чемпіонаті Норвегії Альберт провів 20 серпня проти «Гам-Кам». У сезоні 2023 року у складі «Буде-Глімт» Гренбек виграв національний чемпіонат Норвегії. Також брав участь у матчах групового раунду Ліги конференцій.

### Збірна
В період з 2021 по 2022 роки Альберт Гренбек провів сім поєдинків у складі молодіжної збірної Данії.

## Титули
Буде-Глімт
 Чемпіон Норвегії: 2023